# Bashir Saeed
Bashir Saeed (Abu Dhabi, 28 giugno 1981) è un ex calciatore emiratino, di ruolo difensore.

## Carriera

### Club
Durante la sua carriera ha vestito la maglia dell'Al-Wahda, squadra di cui è stato capitano fino al 2011, quando si è trasferito nell'Al-Ahli Club.

### Nazionale
Saeed ha inoltre rappresentato numerose volte la Nazionale degli Emirati Arabi Uniti, segnando 3 reti in 56 partite giocate.